# IC 4897
 IC 4897 ist eine Balken-Spiralgalaxie vom Hubble-Typ SBb im Sternbild Teleskop am Südsternhimmel. Sie ist rund 578 Millionen Lichtjahre von der Milchstraße entfernt und hat einen Durchmesser von etwa 135.000 Lichtjahren.
Das Objekt wurde am 31. August 1904 von Royal Harwood Frost entdeckt.